# DOORS (小說)
《DOORS》（ドアーズ）是神坂一撰寫的輕小說，由岸和田ロビン負責插畫。
於2006年12月號開始在《The Sneaker》上連載，2007年角川文庫發行文庫本。全兩冊。

## 劇情簡介
普通的高中女生曾根崎美彌，某天早上醒來後，發現家裡到處都是通往異世界的門，跑到室外一看，發現原本的世界混入了其他世界而變得非常奇怪。
為了修復世界，美彌和修繕屋朱鈴不斷前往其他世界……

## 登場人物

### 主要角色
曾根崎 美彌
本作主角。
不知道為什麼，是唯一一個能夠意識到世界改變，並對原本世界有印象的人。
能靠著第六感找出朱鈴所在世界的門，並從中把他拉出來。
雖然本人沒注意到，但受到世界改變的影響得到了強大的戰鬥能力（作品中朱鈴的推測）。
在第七話時，能夠變身為「奈落的公爵阿斯莫德・美彌」。
曾根崎 智紗
美彌的妹妹。受到世界混和的影響，變成有五條尾巴的松鼠。
和美彌、朱鈴一同前往異世界進行修復作業。
受到世界改變的影響，不管世界和自己變成怎麼樣，都認為是理所當然的事。
朱鈴
人類外表的青年，被稱為修繕屋。
持有名為蓮知的棒狀器具，只要到每個世界找出特定對象並用蓮知敲他三下（實際上只要碰到即可），就能夠讓世界更接近原本的狀態。

### 次要角色
御前崎 亞岐
於第一話登場。修復世界的關鍵人物。
御前崎 玻璃
於第一話登場。亞岐的妹妹。
和智紗戰鬥後萌生友情。
燦本 悟朗
於第一話登場。外觀為落魄武者，「日光東照宮世界」的市中同心。
魔王羅迪亞斯
於第二話登場。率領四元帥和六千萬魔軍的魔王。擁有停止時間的能力。
樫村 項
於第三話登場。美彌的同班同學。
不小心掉進美彌素描本中的門而迷失在異世界。
留香
於第三話登場。率領反抗軍抵抗受到妹妹所支配的世界。
理亞
於第三話登場。自稱為「妹之王」，率領妹妹軍團。
南禪寺
第四話登場的偵探。隨身攜帶槍械。

## 出版書籍
- （2007年9月1日發售）ISBN 978-4-04-414618-4
- （2008年4月1日發售）ISBN 978-4-04-414619-1